# Monthault
Pour une ancienne commune, voir Monthault (Loir-et-Cher).
Monthault est une commune française située dans le département d'Ille-et-Vilaine en région Bretagne, peuplée de 250 habitants.

## Géographie
Monthault est une petite commune située au nord-est du département, aux limites de l'Ille-et-Vilaine et aussi de la région Bretagne. Elle est donc limitrophe de la Manche et de la région Basse-Normandie. Le département de la Mayenne (région Pays de la Loire) se trouve encore quelques kilomètres à l'est.
|                               | Saint-Martin-de-Landelles | Saint-Brice-de-Landelles |
| Saint-Georges-de-Reintembault | Monthault                 | Louvigné-du-Désert       |

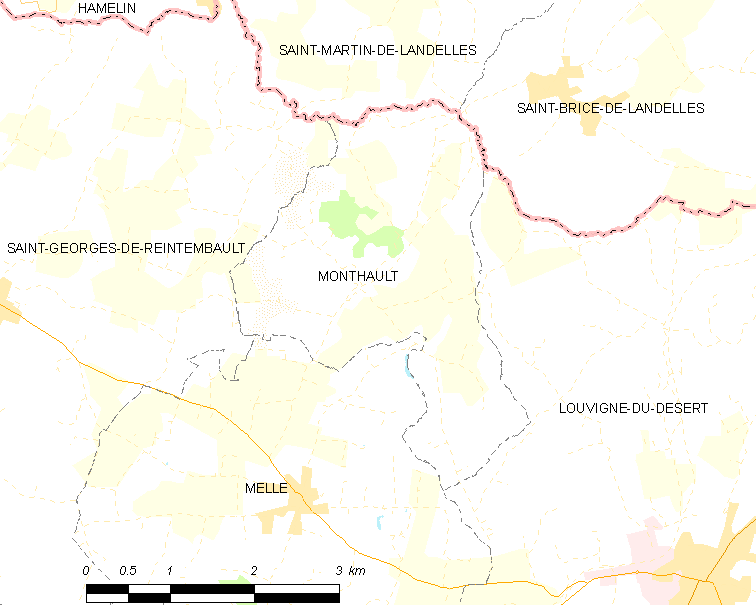
La carte de la commune de Monthault.

|                               | Mellé                     |                          |

### Hydrographie
Pour un article plus général, voir Réseau hydrographique d'Ille-et-Vilaine.
La commune est située dans le bassin Seine-Normandie. Elle est drainée par le Lair, le fossé 01 de la Barattais, le fossé 01 du Moulin des Châteaux, le fossé 12 de la Bruyère, le ruisseau de la Bruyere, le ruisseau de l'Étang Gaudainun bras de l'Air et un autre petit cours d'eau,.
Le Lair, d'une longueur de 15 km, prend sa source dans la commune de Louvigné-du-Désert et se jette  dans la Sélune en limite de Saint-Hilaire-du-Harcouët et de Saint-Laurent-de-Terregatte, après avoir traversé huit communes. 

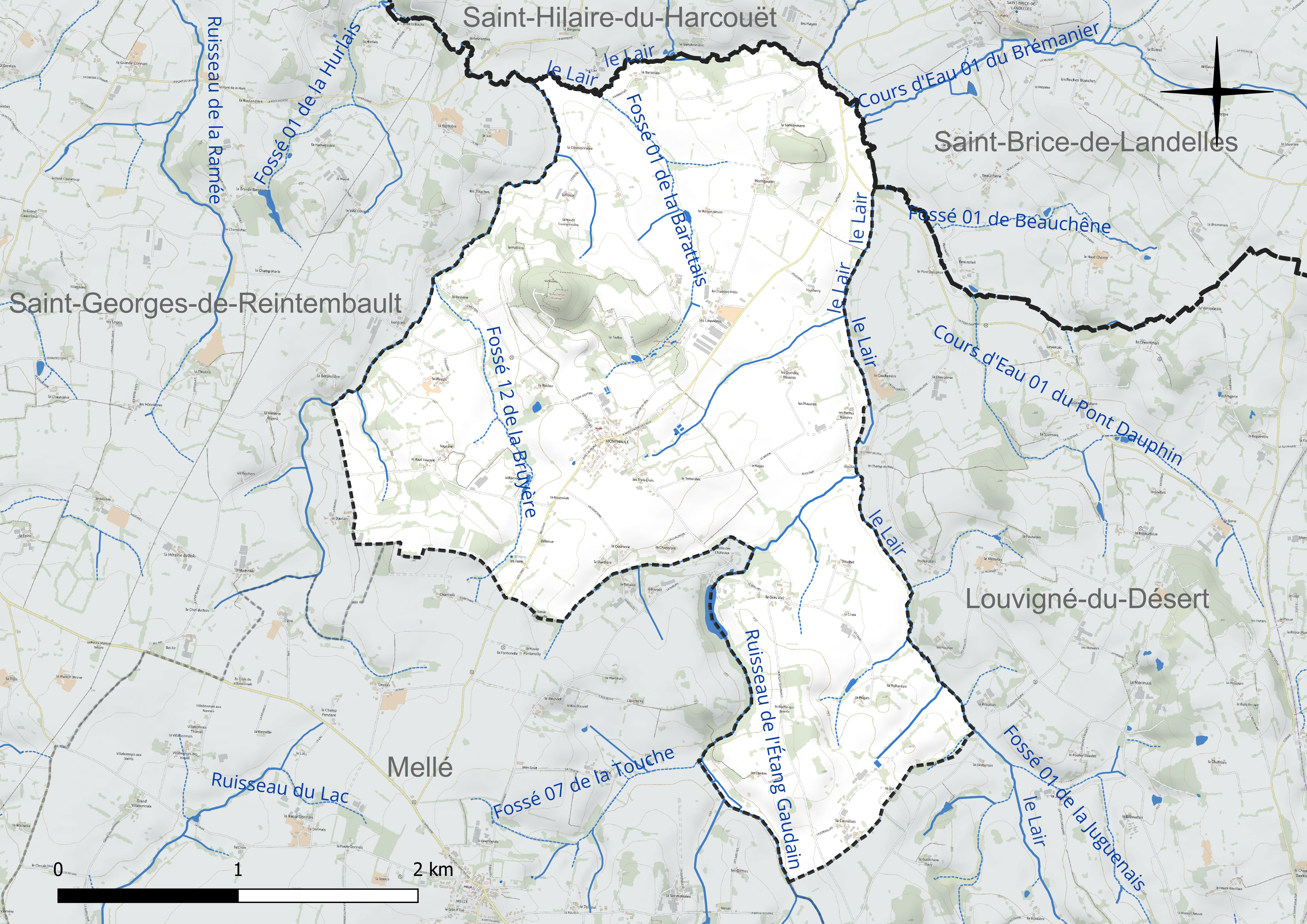
Réseau hydrographique de Monthault.

### Climat
Pour des articles plus généraux, voir Climat de la Bretagne et Climat d'Ille-et-Vilaine.
En 2010, le climat de la commune est de type climat océanique franc, selon une étude du CNRS s'appuyant sur une série de données couvrant la période 1971-2000. En 2020, Météo-France publie une typologie des climats de la France métropolitaine dans laquelle la commune est exposée à un climat océanique et est dans la région climatique  Bretagne orientale et méridionale, Pays nantais, Vendée, caractérisée par une faible pluviométrie en été et une bonne insolation. Parallèlement l'observatoire de l'environnement en Bretagne publie en 2020 un zonage climatique de la région Bretagne, s'appuyant sur des données de Météo-France de 2009. La commune est, selon ce zonage, dans la zone « Intérieur Est », avec des hivers frais, des étés chauds et des pluies modérées.
Pour la période 1971-2000, la température annuelle moyenne est de 10,6 °C, avec une amplitude thermique annuelle de 13,1 °C. Le cumul annuel moyen de précipitations est de 961 mm, avec 14 jours de précipitations en janvier et 8,4 jours en juillet. Pour la période 1991-2020, la température moyenne annuelle observée sur la station météorologique la plus proche, située sur la commune de Louvigné-du-Désert à 5 km à vol d'oiseau, est de 11,1 °C et le cumul annuel moyen de précipitations est de 941,3 mm,. Pour l'avenir, les paramètres climatiques de la commune estimés pour 2050 selon différents scénarios d'émission de gaz à effet de serre sont consultables sur un site dédié publié par Météo-France en novembre 2022.

## Urbanisme

### Typologie
Au 1er janvier 2024, Monthault est catégorisée commune rurale à habitat très dispersé, selon la nouvelle grille communale de densité à sept niveaux définie par l'Insee en 2022.
Elle est située hors unité urbaine. Par ailleurs la commune fait partie de l'aire d'attraction de Fougères, dont elle est une commune de la couronne,. Cette aire, qui regroupe 26 communes, est catégorisée dans les aires de 50 000 à moins de 200 000 habitants,.

### Occupation des sols
L'occupation des sols de la commune, telle qu'elle ressort de la base de données européenne d'occupation biophysique des sols Corine Land Cover (CLC), est marquée par l'importance des territoires agricoles (95,8 % en 2018), une proportion identique à celle de 1990 (95,8 %). La répartition détaillée en 2018 est la suivante : 
terres arables (41,3 %), prairies (38,3 %), zones agricoles hétérogènes (16,2 %), forêts (4,2 %). L'évolution de l'occupation des sols de la commune et de ses infrastructures peut être observée sur les différentes représentations cartographiques du territoire : la carte de Cassini (XVIIIe siècle), la carte d'état-major (1820-1866) et les cartes ou photos aériennes de l'IGN pour la période actuelle (1950 à aujourd'hui).

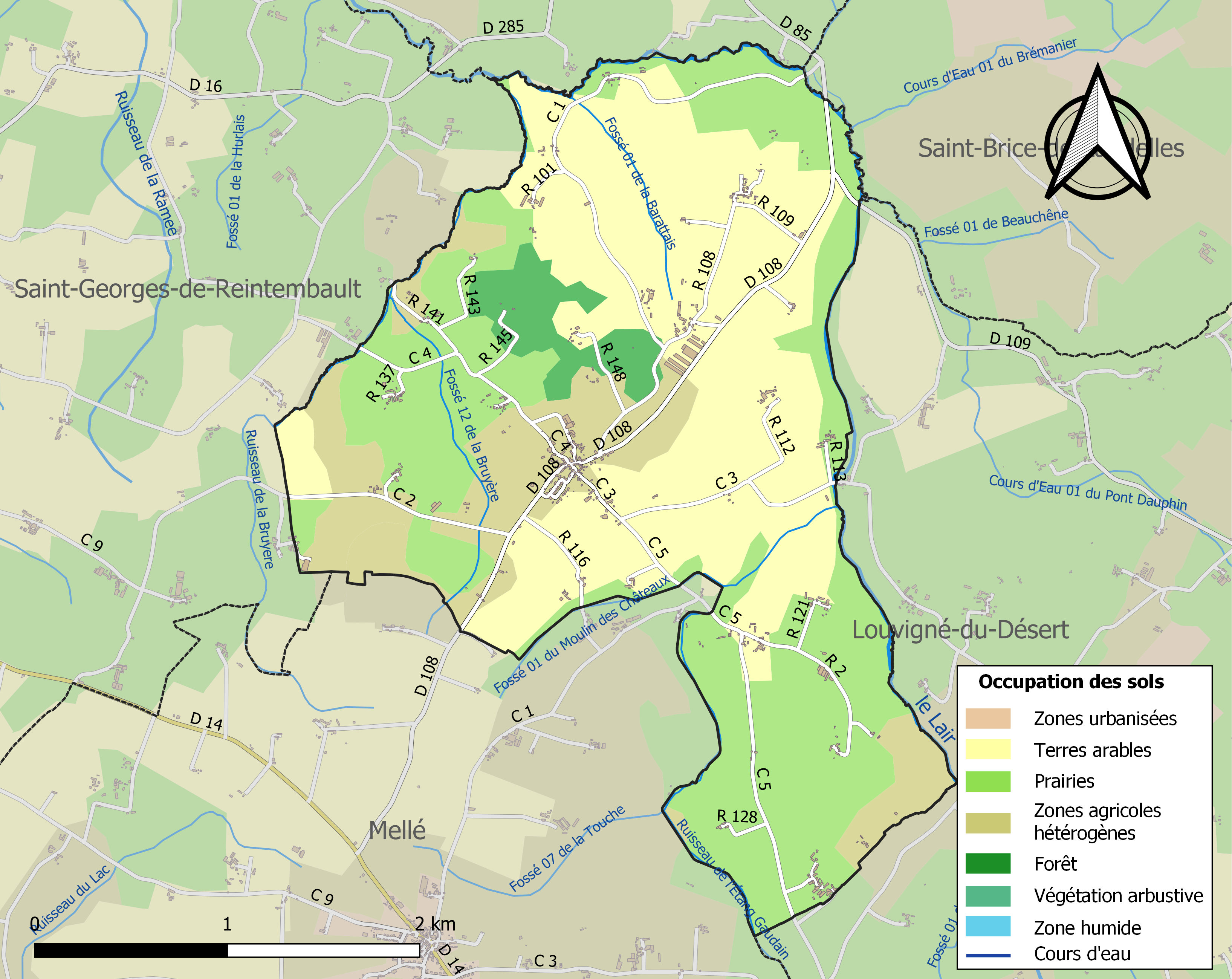
Carte des infrastructures et de l'occupation des sols de la commune en 2018 (CLC).

## Toponymie
Monthault (ou Montault) se nomme d'abord Saint-Pierre-des-Bois, puis Saint-Pierre-de-Montaut, en référence au rocher de Monthault situé à l'écart du bourg.
Le gentilé est Monthaltais.

## Histoire

### Préhistoire et Antiquité
Des rassemblements antérieurs à l'époque gauloise existèrent, non loin du Couesnon sur sa rive gauche au lieu connu actuellement sous le nom de Vendel, et en deux points sur le territoire existant entre le Couesnon et l'Eron, connus à l'époque sous le nom de "Coglais". L'un de ces points semble être "Coglès", bien qu'un autre l'ait voisiné "Puniac" en Saint-Brice-en-Coglès. Le second fut désigné sous le nom de "Louvigné". Ces centres de Vendel, de Coglès, de Louvigné avaient à leur tête des chefs païens. Ce territoire à l'époque celtique aurait connu la venue de plusieurs tribus : les Riedones, les Coriosolites, les Ambibares, les Aulerci-Diablintes, sans qu'il ait été possible de préciser laquelle de ces tribus prima en ces terres.
Si le nom du chef installé à Coglès est inconnu, l'histoire a conservé celui du fondateur du "Lupiniacus", pays ou aurait existé le domaine fondé par un certain "Lupiniac", lequel donna ultérieurement naissance à celui de Louvigné.
L'exercice des rites celtes avaient lieu de préférence sur des endroits élevés dissimulés au milieu de forêts, en particulier si des rochers étaient présents. Le "Mont-Haut" semble répondre à ces caractéristiques : dominant toutes les terres de la région, situé au milieu d'une forêt qui avait encore en fin de millénaire de notre ère, 4 km au minimum de tour, parsemé de rochers. Il est possible que la présence d'un lieu de culte païen ait motivé l'installation d'une paroisse.

### Moyen Âge

#### La paroisse et le doyenné de Monthault
Les origines de la paroisse de Monthault sont inconnues, mais cette paroisse seule dépendit de Abbaye Saint-Melaine de Rennes , alors que Louvigné dépendait de l'abbaye de Marmoutier, Villamé et Polley de l'abbaye du Mont-Saint-Michel à la dite époque.
Selon la coutume de l'époque le bâtiment fut dédié à saint Pierre et comme il voisinait la forêt du Mont-haut, on dénomma l'oratoire et la paroisse Saint-Pierre-des-Bois. Cette appellation semble avoir duré jusqu'à l'installation du premier doyenné rural de la région. Ce dernier doyenné n'ayant pu être fixé ni à Coglès, ni à Louvigné, en raison du paganisme de leur chef qui avait empêché l'installation d'une église.
L'autorité de ce doyenné paraît être exercée sur le territoire d'entre le Couesnon et l'Eron, dénommé "Coglais", et ce fut de ce nom qu'il aurait été primitivement désigné "Doyenné du Coglais". Mais le Vicue Lupiniaci, (l'agglomération du domaine de lupiniaci), avait pris de l'importance et le culte chrétien y étant public, une église y fut édifiée et on vit poindre la paroisse de Louvigné, (Parrochia lupiniaci). Louvigné ayant émergé parmi les agglomérations les plus importantes se vit décerner la distinction de vicus, (localité importante).
Vers 1150, un chanoine régulier de l'abbaye de Rillé est appelé Jean de Monthault, et il existe une trace d'un Guillaume de Monthault, mais aucune preuve n'atteste qu'ils appartiennent à une famille seigneuriale de ce nom.
Au commencement du XIIIe siècle, elle est le siège d'un doyenné relevant de l'archidiaconé de Rennes, et dont la juridiction devait embrasser toutes les paroisses de la vairie de Louvigné et une partie de celle du Coglais. Quoique ce doyenné ait été de bonne heure réuni à celui de Fougères, le recteur de Monthault n'en continua pas moins, jusqu'en 1698, à prendre le titre de doyen.
La cure de Monthault était à la présentation de l'archidiacre de Rennes, qui levait quelques rentes dans la paroisse : 12 deniers monnaie sur le presbytère, 6 livres et 2 sols sur les revenus de la cure et 2 sols et 6 deniers sur les hommes d'un fief dit de l'archidiacre.
Le doyenné semble avoir été fondé au cours de la deuxième moitié du premier millénaire de notre ère, en suite de celle du premier évêché de Rennes, lequel d'après l'historien Pautrel, fut fondé au quart du IVe siècle. Son territoire est bordé par les rivières du Couesnon et d'Eron. Il possède plusieurs dénominations : doyenné du Coglais, de Louvigné, et parfois du Désert. (on appelait Désert une zone favorable à l'érémétisme, comme il s'en trouvait au haut Moyen Âge à la limite de deux cités ; deux régions en lisière du diocèse de Rennes ont porté ce qualificatif, celle de Louvigné-du-Désert, mais aussi l'archidiaconé du Désert, ainsi que le doyenné du Désert, une de ses subdivisions).
En 989, un administrateur des terres fut envoyé, une "Vairie" fut constituée, et en 990 la "Vairie du Désert" était portée à la connaissance de tous. C'est alors qu'on vit à Louvigné, un recteur pour l'administration religieuse de la paroisse et un fondé de pouvoirs du duc de Bretagne pour l'administration des terres.
L'éclat de cette situation en rejaillit jusque sur le doyenné, lequel se vit successivement appelé, tantôt "doyenné de Louvigné", tantôt du " Désert", cependant que son siège resta à Monthault.
Un siècle environ plus tard, une ville venait de se fonder à quelque 16 km de Louvigné, elle fut appelée "Fougères", il en fut d'ailleurs de même de Vendel".

#### Les seigneuries concernant Monthault
Monthault ne possédait pas de seigneurie dans la paroisse, mais les terres et les habitants de Monthault dépendaient se seigneuries situées dans des localités voisines : à Parigné celles de Saint-Brice et du Bois-Guy ; à Louvigné celle de Monthorin ; à Poilley ; à Saint-Georges-de-Reintembault celle d'Ardennes, , etc..

### Temps modernes
Le recteur M. Desgranges, fit en 1714 édifier le clocher, et de 1724 à 1728 bâtir  deux chapelles formant transept. Puis en 1734 il releva tout le bas de la nef et plaça sur la façade l'inscription suivante : « Donné par Mr F Desgranges, recteur de céans 173 », parce qu'il fit tous ces travaux à ses frais. Il fit encore paver l'église en 1748 et la dota d'une horloge achetée 200 livres.
Le recteur de Monthault, M. Picou, était en 1790 mieux partagé que l'archidiacre : il levait toutes les dîmes de sa paroisse, grains, chanvres et lins, à la onzième gerbe, il estimait le tout 2 400 livres de rente ; il jouissait, en outre, d'un presbytère avec cour et jardin et d'une pièce de terre nommée la petite-aumône, ce qui lui rapportait 54 livres ; c'était donc un revenu total de 2 454 livres. sur cette somme il fallait payer, il est vrai, la pension de son vicaire (350 livres), les décimes (180 livres) , la rente due à l'archidiacre (6 livres 2 s.), et l'entretien du presbytère et du chanceau (130 livres), de sorte qu'il déclarait n'avoir de revenu net que 1 468 livres. À la même époque la fabrique de Monthault avait environ 100 livres de rente.
Jean-Baptiste Ogée décrit ainsi Monthault en 1778 :

« Montaut ; dans un fond ; à 12 lieues un quart au nord-est de Rennes, son évêché ; et à trois lieues trois-quarts de Fougères, sa subdélégation et son ressort. On y compte 750 communiants. La cure est présentée par l'abbé de Saint-Melaine de Rennes. Ce territoire est coupé de ruisseaux qui coulent dans les vallons, et rempli de monticules : la plus considérable est celle où est l'Hermitage. C'est un pays couvert d'arbres et buissons, qui se termine à un tiers de lieue au Nord et à l'Est de la Normandie : les terres en sont toutes bien cultivées, et produisent du grain et du cidre. On y voyait jadis la forêt de Montaut, qui ne subsiste plus ; elle pouvait avoir trois lieues de circuit. Les maisons nobles de l'endroit sont la Chalopais et le Bois-Vin, avec plusieurs villages et moulins à eau. »

### LeXIXesiècle
M. François Julien Tropee, né à Dol le 24 juillet 1799, vicaire de Redon, diocèse de Rennes, a été nommé recteur de Monthault le 5 décembre 1834 par Mgr Louis de Lesquen, évêque de Rennes et installé avant la messe paroissiale à l'église de cette paroisse le dimanche 14 décembre par M. Goltais, curé de Louvigné-du-Désert, en présence de M. Casimir Tropee, vicaire à Saint-Léonard de Fougères et frère du recteur, en présence aussi d'un grand nombre de paroissiens et de fabriciens, dont le bureau a signé le procès-verbal d'installation envoyé aussitôt à Mgr l'Évêque de Rennes pour avoir droit dès ce jour, aux mandats de payement comme recteur. En 1840 lui a succédé M. Joseph Deniiaux, jusqu'en 1849.
Le baron de Fougères était seigneur supérieur dans l'église de Monthault, mais le comte de Poilley y jouissait du droit de fondation et des autres prééminence , y ayant un banc dans le chanceau et le droit d'y ouvrir un enfeu. Aussi plaça-t-il ses armoiries dans les chapelles que l'on construisit au siècle dernier.
Le cimetière possédait une croix très élevée.
A. Marteville et P. Varin, continuateurs d'Ogée, décrivent ainsi Monthault en 1845 :

« Montault (sous l'invocation de saint Pierre) : commune formée par l'ancienne paroisse de ce nom, aujourd'hui succursale. (...) Principaux villages : la Baratais, Mongoutin, le Bois-Viel, la Cornillais, Haut et Bas-Vauceré, la Bruyère. Superficie totale : 819 hectares dont (...) terres labourables 614 ha, prés et pâturages 102 ha, bois 22 ha, vergers et jardins 39 ha, landes et incultes 22 ha, étangs 3 ha (...). Moulin des Châteaux, à eau. (...) Avant 1793, il y avait sur le rocher de Montault une chapelle qui fut détruite à cette époque. Depuis les habitants ont racheté les ruines de cette chapelle et l'ont rebâtie. On y va en procession le jour Saint-Marc et l'un des jours des Rogations. On y vient aussi en pèlerinage de fort loin. Il ne reste plus rien du Bois-Viel. La Bruyère, manoir noble omis par Ogée était de 1540 ; on y remarquait une assez belle tour pentagone. (...) La commune est limitée à l'est et au nord par la petite rivière de Goulfer. Exportations de grain, chanvre, fil et beurre, qui sont vendus sur les marchés des villes voisines. Géologie : terrain granitique ; granite exploité. On parle le français. »

La chapelle évoquée dans le texte ci-dessus est la chapelle Notre-Dame-de-Délivrance, construite sur le rocher de Monthault en remplacement de l'ancienne chapelle pour laquelle une bulle pontificale de 1396 atteste qu'elle était fréquentée par les femmes enceintes proches d'accoucher.

### LeXXesiècle

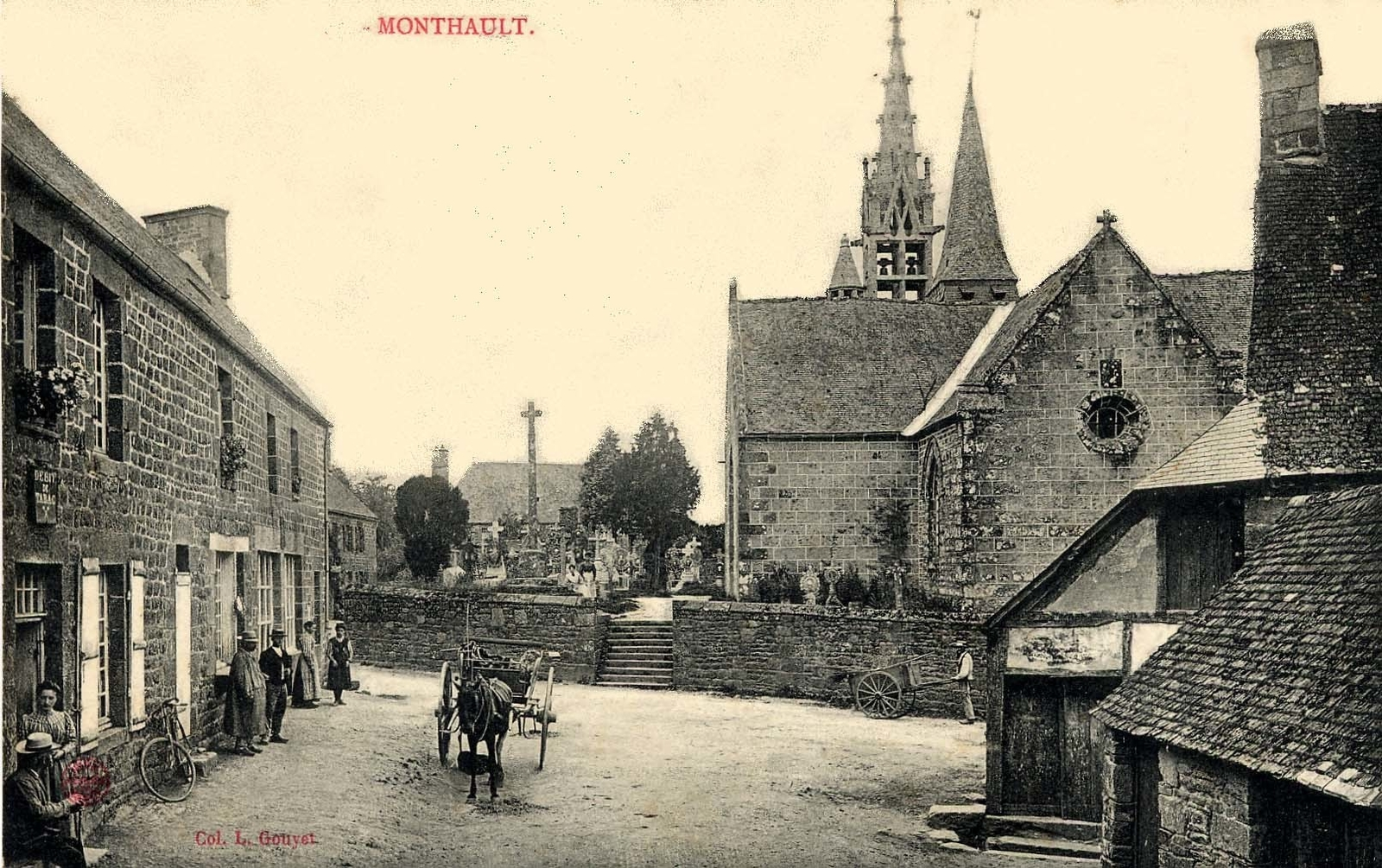
Le bourg de Monthault vers 1910 (carte postale).

#### La Première Guerre mondiale
Le monument aux morts de Monthault porte les noms de 25 soldats morts pour la France pendant la Première Guerre mondiale ; parmi eux  4 sont morts en Belgique (Augustin Barbedette et François Bérel, soldats au 130e régiment d'infanterie, tous deux dès le 22 août 1914 à Virton, Louis Rête  le 10 novembre 1914 à Korteker (près d'Ypres) et Jean Dubois le 12 février 1916 à Boezinge) ; les autres sont morts sur le sol français.

#### La Seconde Guerre mondiale
Le monument aux morts de Monthault porte les noms de 3 personnes (V. Boivent, J. Coire et A. Guénée) mortes pour la France pendant la Seconde Guerre mondiale.

#### L'après Seconde Guerre mondiale
Deux soldats (Marcel Coquemont et Pierre Guérin) originaires de Monthault sont morts pour la France pendant la Guerre d'Algérie.

## Politique et administration

### Liste des maires

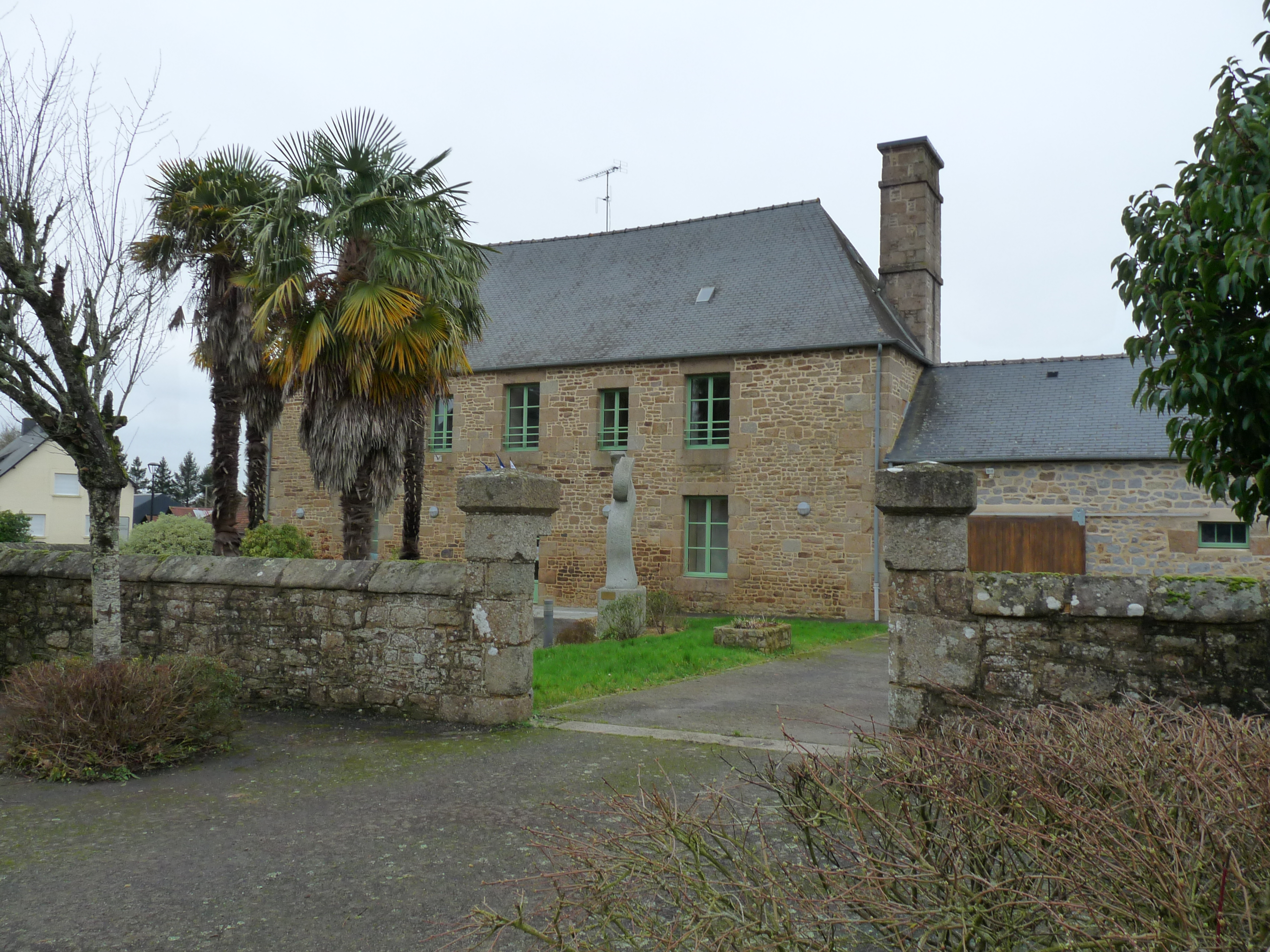
La mairie.

| Période                                  | Période   | Identité          | Étiquette | Qualité                       |
| ---------------------------------------- | --------- | ----------------- | --------- | ----------------------------- |
| Les données manquantes sont à compléter. |           |                   |           |                               |
|                                          | 1906      | Hyacinthe Lesaint |           |                               |
| 1906                                     | 1920      | Duhamel           |           |                               |
| 1920                                     | 1929      | Joseph Guerin     |           |                               |
| 1929                                     | 1934      | Paul Gouin        |           |                               |
| 1934                                     | 1944      | Michel Surbled    |           | Expert géomètre - Agriculteur |
| 1944                                     | 1977      | Martial Petit     |           |                               |
| 1977                                     | 1980      | François Surbled  |           | Agriculteur                   |
| 1980                                     | 1994      | Francis Dandin    |           | Agriculteur                   |
| 1994                                     | mars 2001 | Roger Coudray     |           | Agriculteur                   |
| mars 2001                                | En cours  | Roger Buffet      | DVD       | Agriculteur                   |

### Jumelages
Avec les sept autres communes du canton de Louvigné-du-Désert, aujourd'hui dissous, Monthault est jumelée avec :
- Burnham-on-Sea and Highbridge (Royaume-Uni) depuis 2000.

## Démographie
L'évolution du nombre d'habitants est connue à travers les recensements de la population effectués dans la commune depuis 1793. Pour les communes de moins de 10 000 habitants, une enquête de recensement portant sur toute la population est réalisée tous les cinq ans, les populations de référence des années intermédiaires étant quant à elles estimées par interpolation ou extrapolation. Pour la commune, le premier recensement exhaustif entrant dans le cadre du nouveau dispositif a été réalisé en 2004.
En 2022, la commune comptait 250 habitants, en évolution de −8,42 % par rapport à 2016 (Ille-et-Vilaine : +5,46 %, France hors Mayotte : +2,11 %).
| 1793 | 1800 | 1806 | 1821 | 1831 | 1836 | 1841 | 1846 | 1851 |
| ---- | ---- | ---- | ---- | ---- | ---- | ---- | ---- | ---- |
| 784  | 748  | 760  | 750  | 749  | 742  | 741  | 717  | 679  |

| 1856 | 1861 | 1866 | 1872 | 1876 | 1881 | 1886 | 1891 | 1896 |
| ---- | ---- | ---- | ---- | ---- | ---- | ---- | ---- | ---- |
| 709  | 684  | 661  | 638  | 564  | 553  | 579  | 531  | 512  |

| 1901 | 1906 | 1911 | 1921 | 1926 | 1931 | 1936 | 1946 | 1954 |
| ---- | ---- | ---- | ---- | ---- | ---- | ---- | ---- | ---- |
| 531  | 528  | 508  | 456  | 671  | 499  | 494  | 493  | 522  |

| 1962 | 1968 | 1975 | 1982 | 1990 | 1999 | 2004 | 2006 | 2009 |
| ---- | ---- | ---- | ---- | ---- | ---- | ---- | ---- | ---- |
| 517  | 452  | 387  | 338  | 293  | 249  | 249  | 249  | 253  |

| 2014 | 2019 | 2022 | - | - | - | - | - | - |
| ---- | ---- | ---- | - | - | - | - | - | - |
| 271  | 250  | 250  | - | - | - | - | - | - |

## Lieux et monuments

### L'église Saint-Pierre

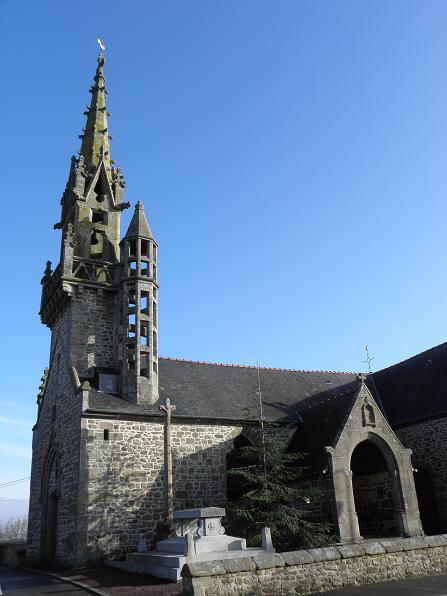
L'église Saint-Pierre (-XIXe).

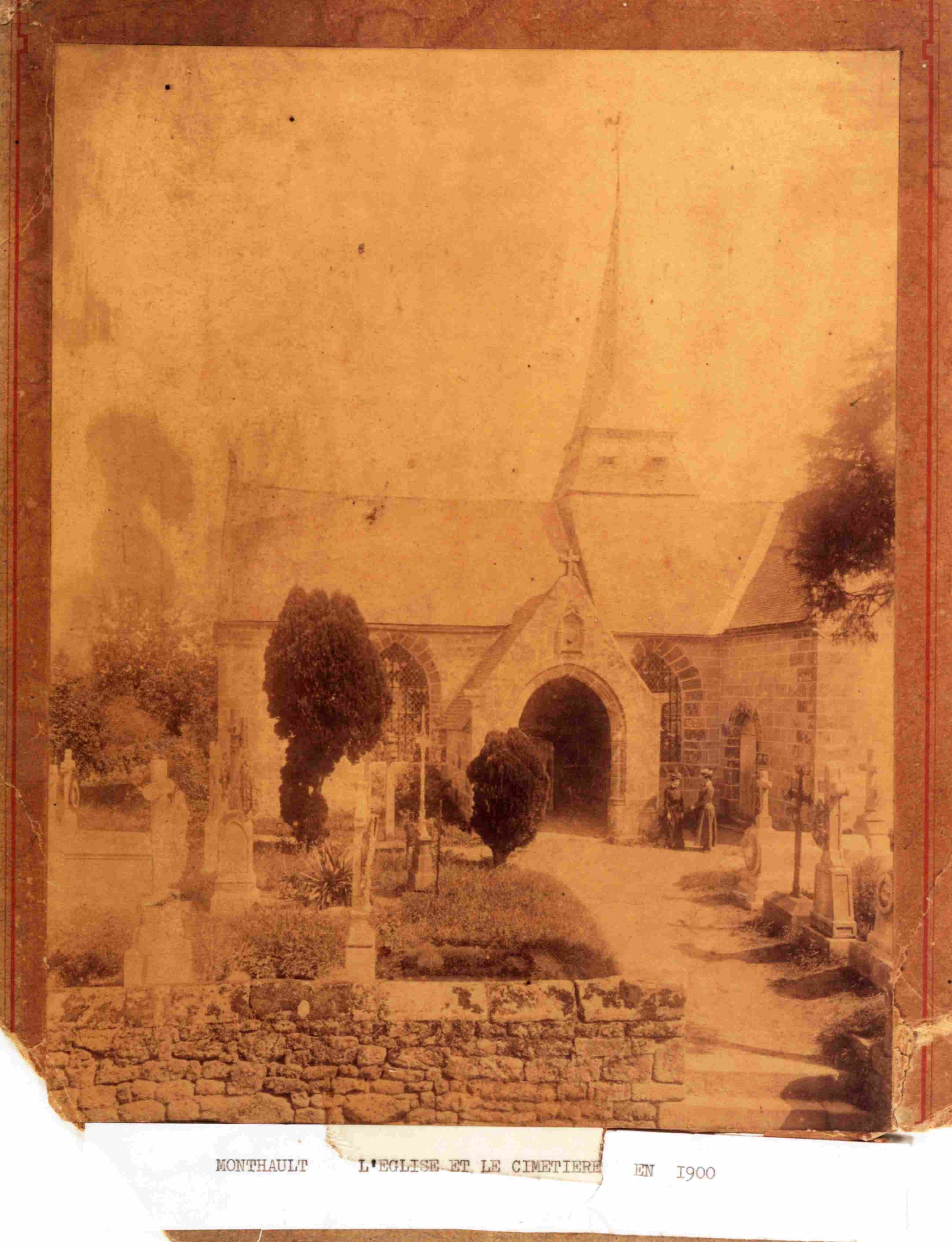

L'église, construite en grand appareil est en forme de croix ; son clocher est moderne, l'ancien datait de 1714 ; les croisillons du transept ont été construits en 1724 et 1728, ils portent les armes des comtes de Poilley ; on lit au bas de la nef l'inscription suivante gravée sur la face ouest « Donnée par Maître Desgranges recteur de céans, 1731 ». La façade sud possède un porche (datant du (XVe ou XVIe siècle), son arcade est surmontée d'un niche en arc brisé qui abritait une inscription effacée ; ses murs sont percés de deux espèces de meurtrières et munis de bancs en pierre. La façade sud du chœur présente une fenêtre en arc brisé à un meneau avec une archivolte. Une autre fenêtre analogue se voit au croisillon du transept ; le chœur est de la même époque ; son chevet droit est percé d'un simple œil-de-bœuf sommé d'un écusson très fruste.
Le 21 mai 1690, Mgr Larchiver consacra les deux autels de Saint-Pierre et de Notre-Dame.
On a construit au nord du chœur en 1632 une sacristie surmontée d'une chanterie.
Les pignons se terminent par de petites croix. À l'intérieur une filière porte l'inscription : "L'an 1632 l'allonge sacristie et Chanterie fut bastie". Une arcade aujourd'hui murée, faisait communiquer la sacristie avec le chœur. les comtes de Poilley avaient un droit d'enfeu dans le chœur. On voit au haut de la nef une pierre tombale chargée d'un écusson mutilé et gravée en majuscules romaines des mots : " ci-*git ... Charles Escuyer Sr de la Céhardière ... 1682; Pries Dieu pour luy". Il convient de signaler un bénitier octogonal orné d'un mascaron.
Le "nouveau" clocher a été construit en 1899 par l'architecte Arthur Regnault.

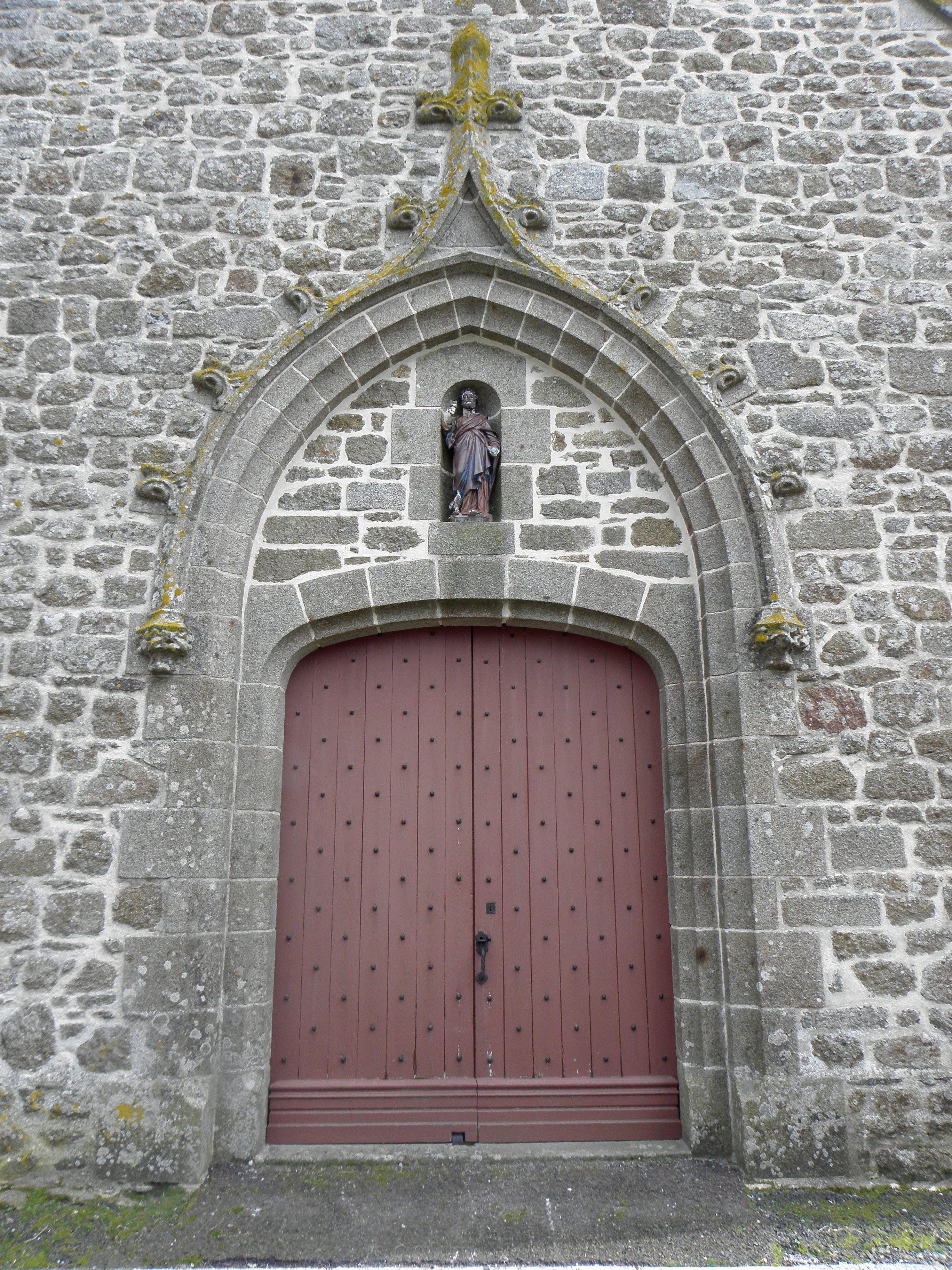
Église paroissiale Saint-Pierre : portail occidental.
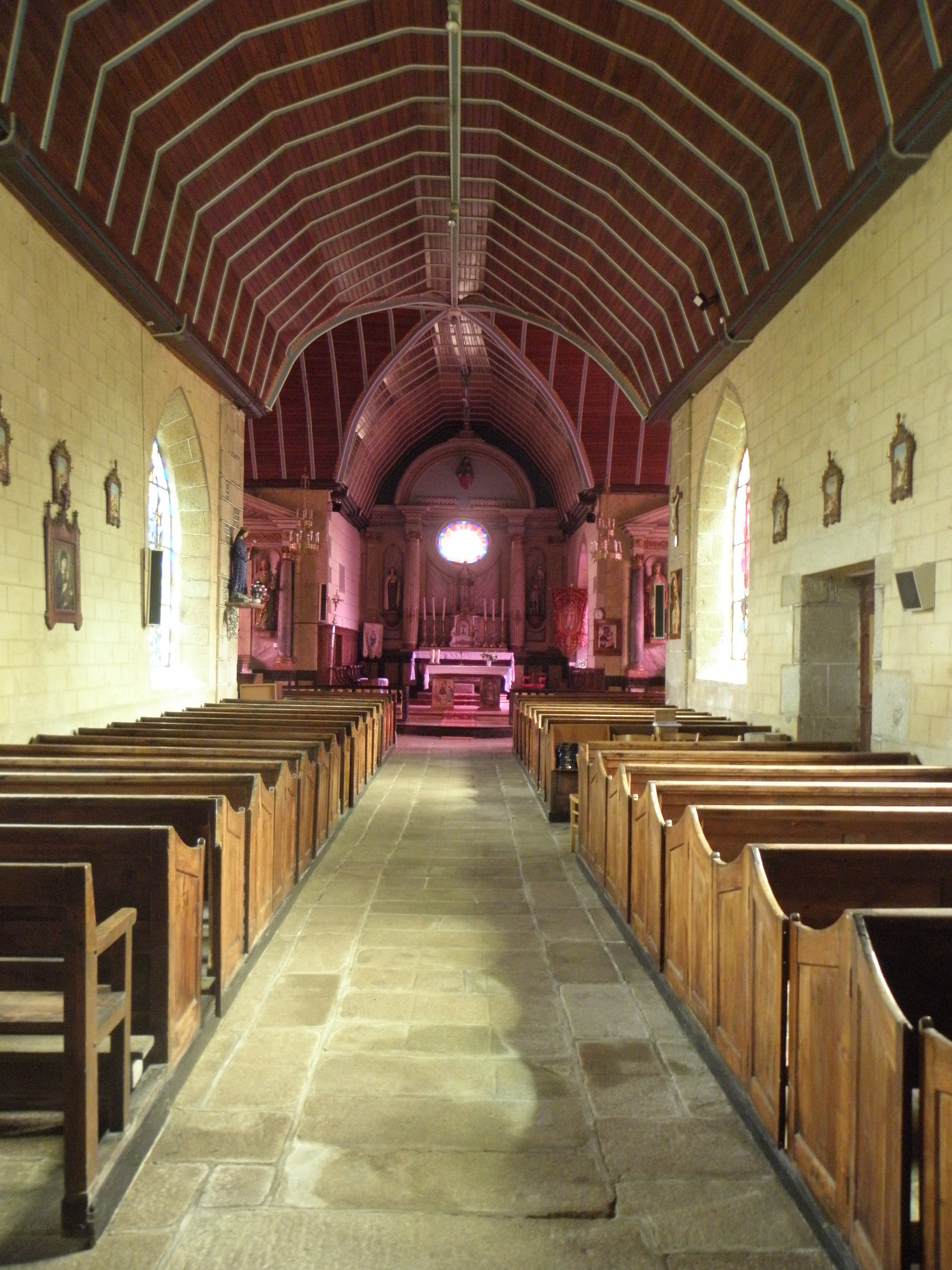
Église paroissiale Saint-Pierre : vue intérieure d'ensemble.
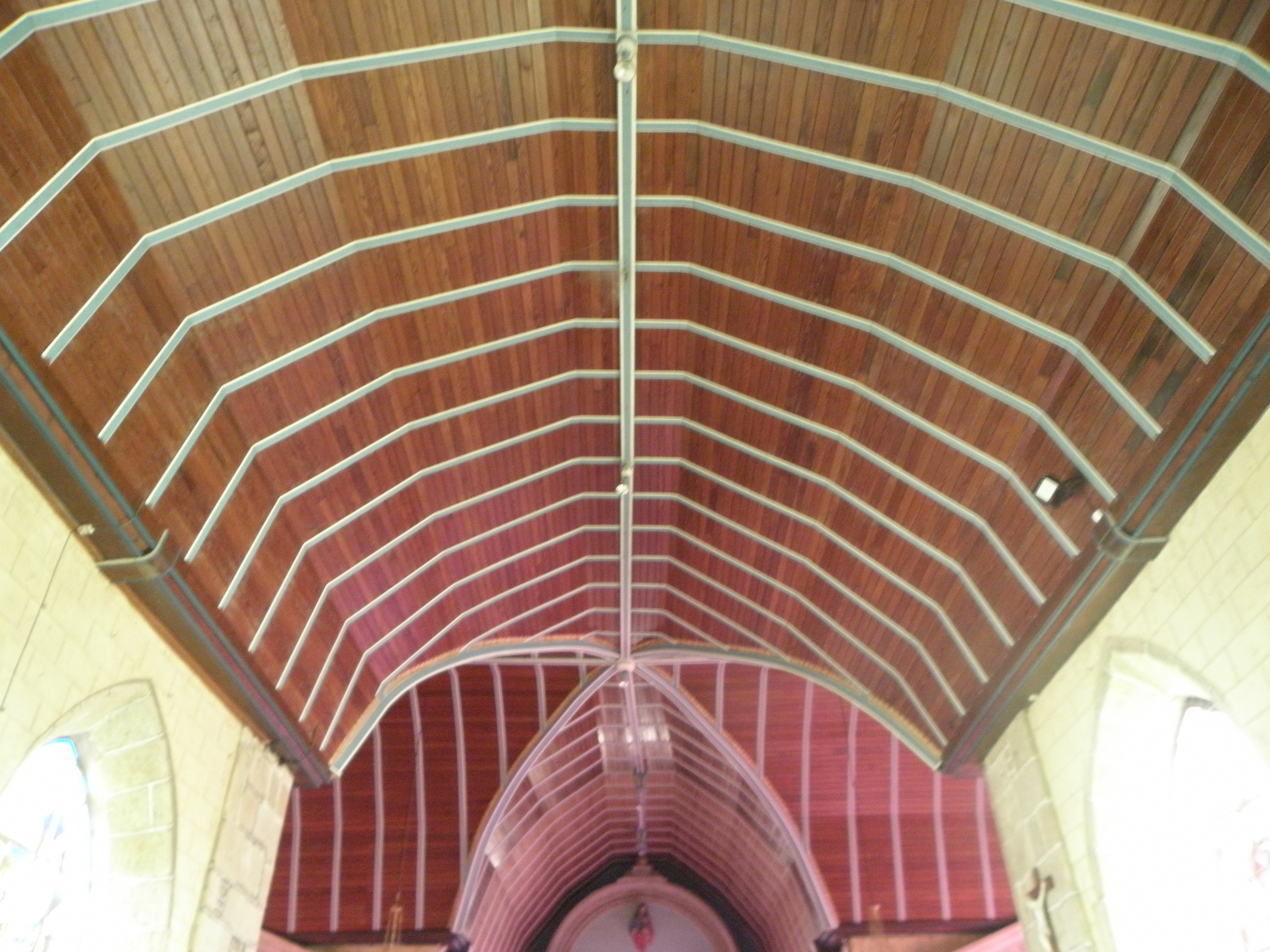
Église paroissiale Saint-Pierre : voûtes.
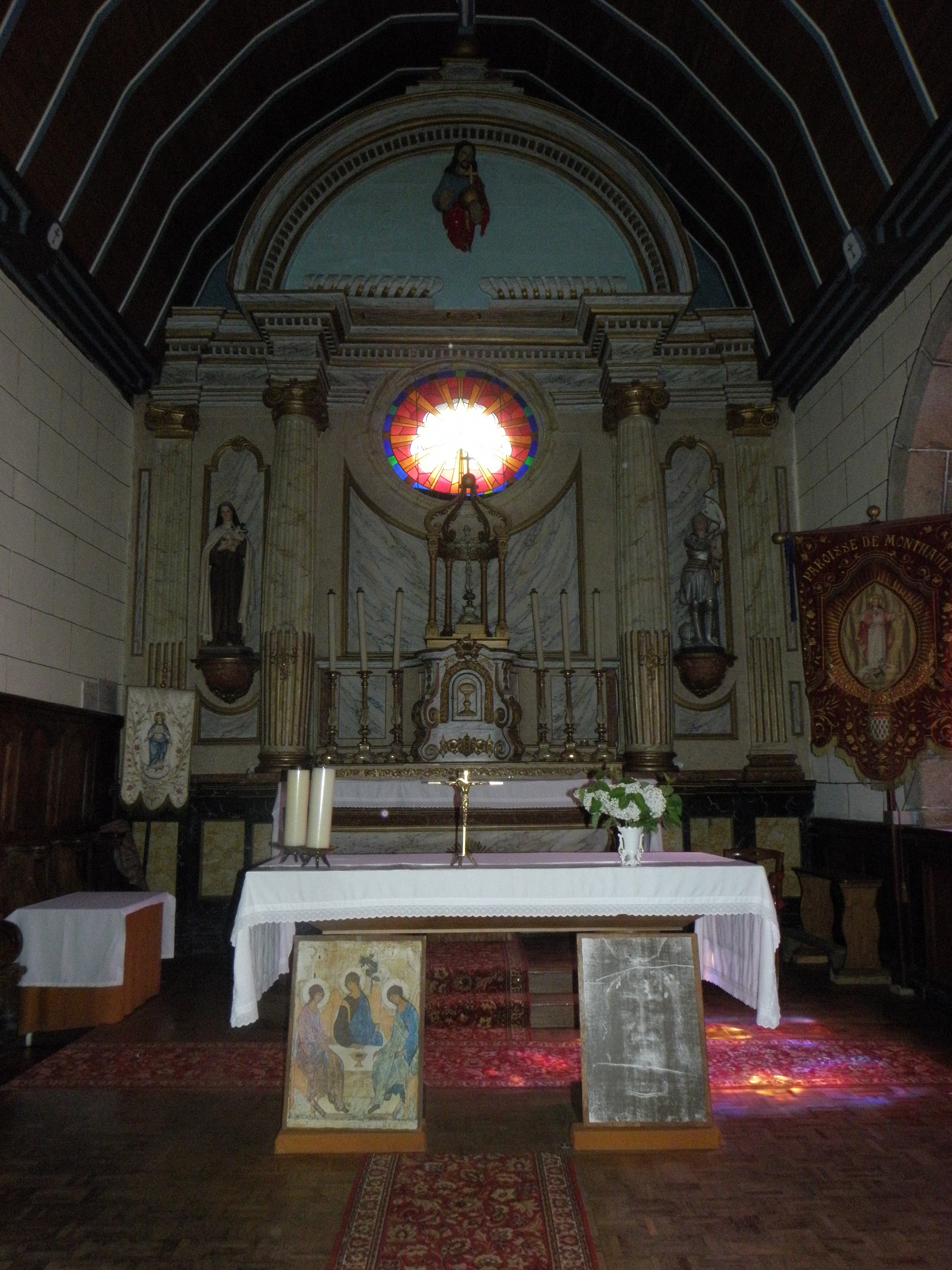
Église paroissiale Saint-Pierre : le maître-autel.
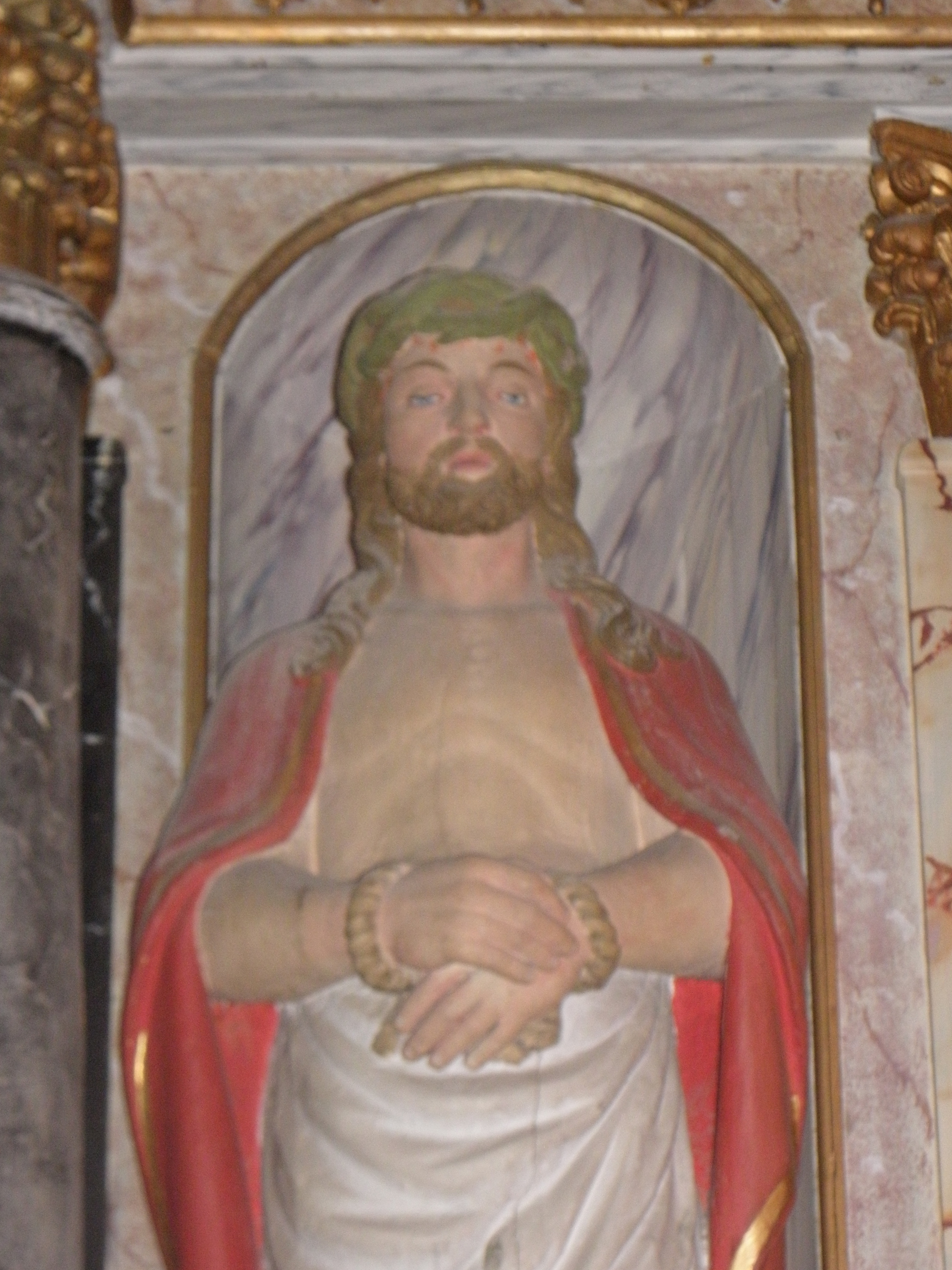
Église paroissiale Saint-Pierre : maître-autel, statue de l'Ecce Homo.
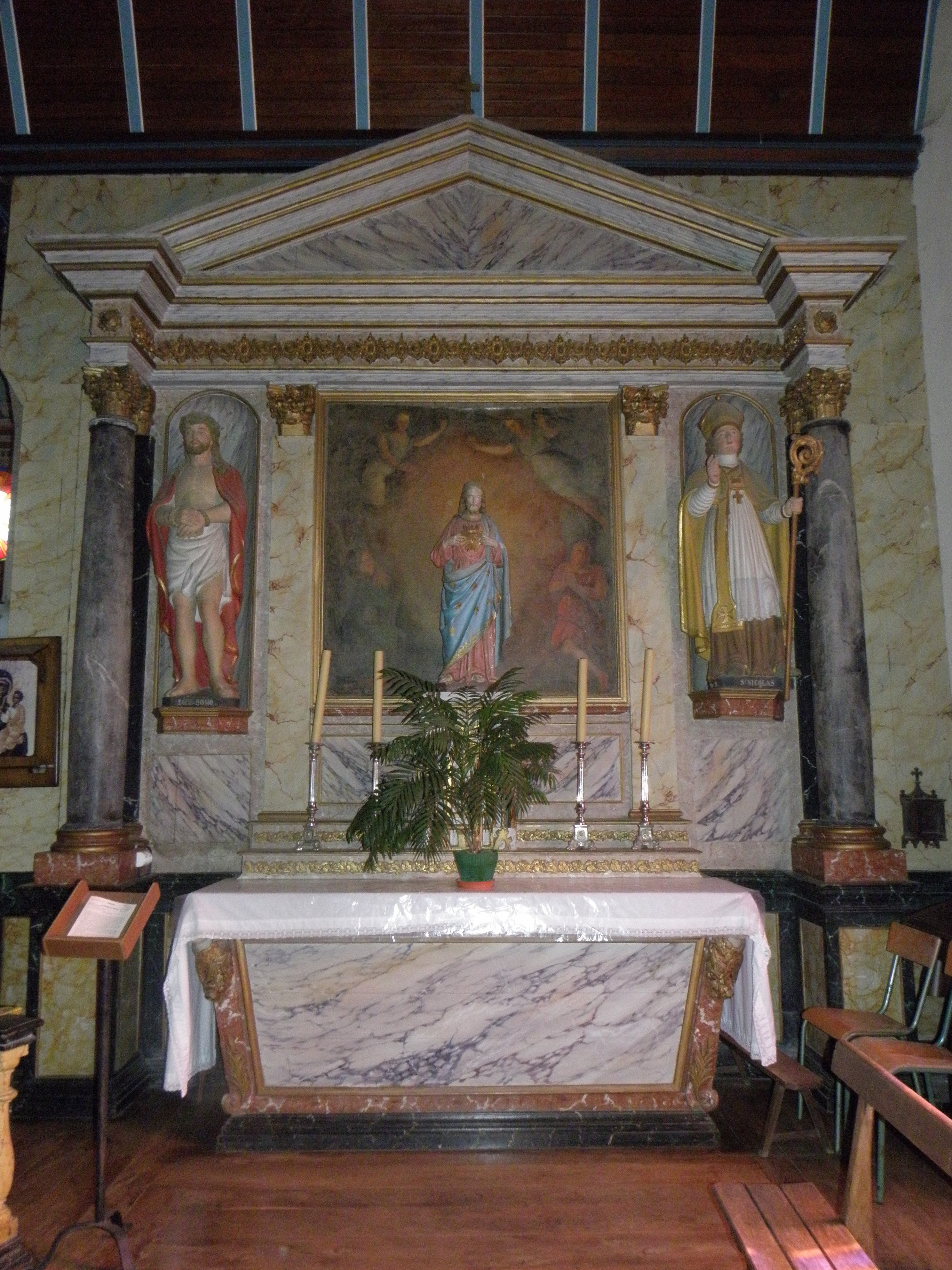
Église paroissiale Saint-Pierre : autel et retable du Sacré-Cœur.

L'ancien presbytère (XVI -XVIIème), aujourd'hui la Mairie.

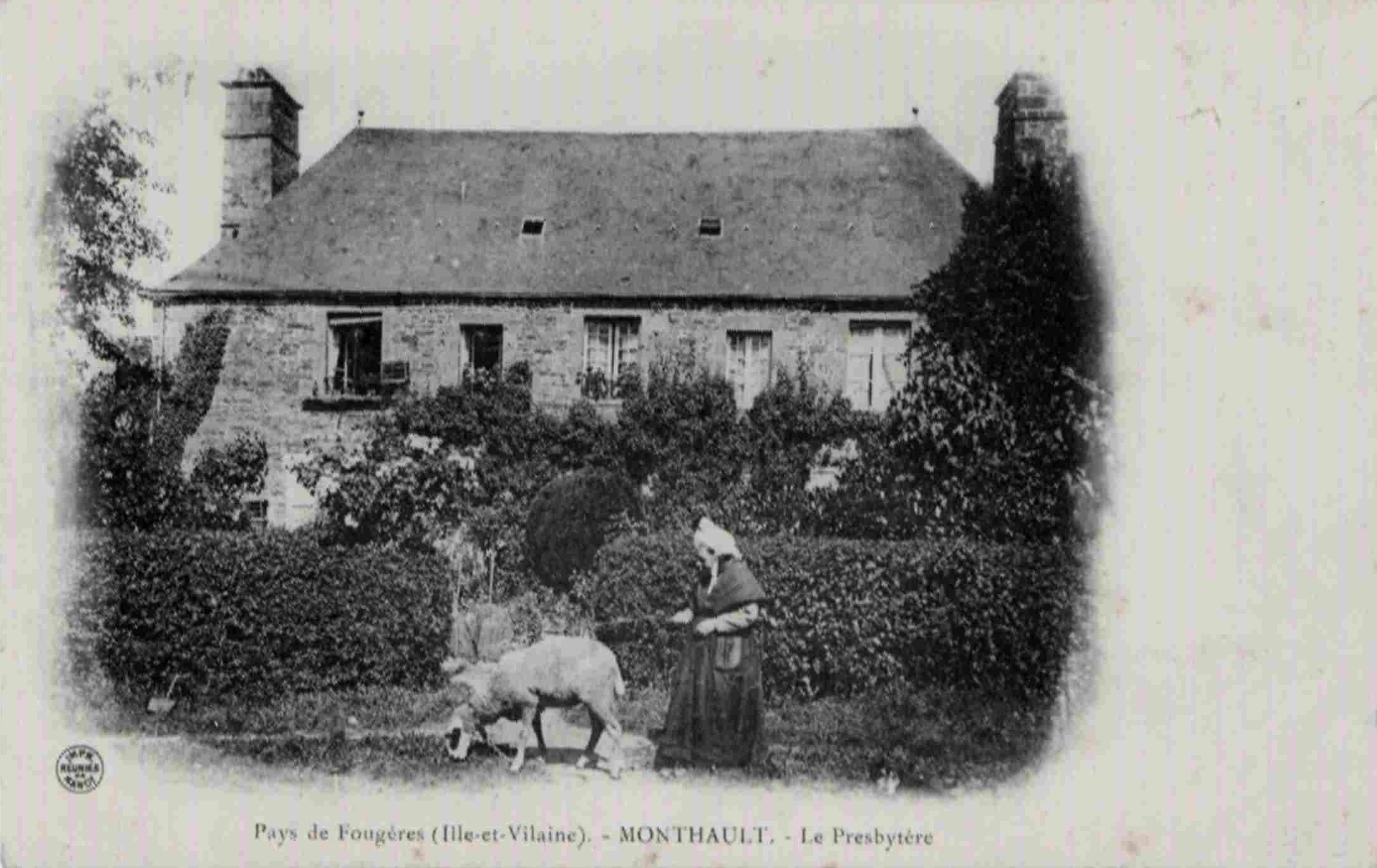
Ancien Presbytère.

Le bâtiment date du 18e siècle.

### Le monument aux morts
À nos héros : ils furent nombreux ceux qui restèrent au champ de bataille.

### La Chalopais

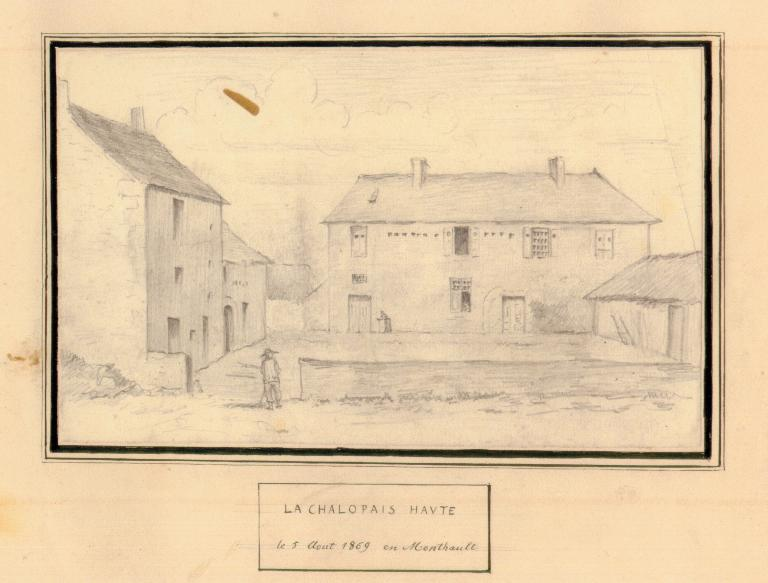
Dessin de l'ancien manoir de la Chalopais.

L'ancien Manoir de la Chalopais est situé à 700 m du bourg et à 100 m à l'ouest de la route. Il appartenait aux Cochard, sieurs de la Cochardière en 1682 et aux Poullain, sieurs de la Chalopais de la Chevallerie en 1789.
Le 11 novembre 1742, M Jacques-Guy Poulain et dame Léonore Marguerite Cochard, son épouse, anciens propriétaires et habitants de cette maison fondèrent à perpétuité, par devant notaire, pour les pauvres de cette paroisse, une rente de 50 livres pour chaque année. Les descendants de cette famille firent en 1801 devant notaire au maire de Monthault, une reconnaissance de cette rente qui a été payée chaque année, mais comme la loi du 15 pluviose de l'an IV de la République (4 février 1796) a établi la diminution du cinquième sur les rentes perpétuelles fondées avant cette époque, cette somme annuelle, par la suite de cette loi qui a eu son exécution le 1er vendémiaire de l'an V (22 septembre 1796) a été réduit à 40 livres, et comme les francs ont été substitués aux livres, ces 40 livres ont été réduites à 39,50 francs environ un liard par franc de diminution.
La Chalopais dont la terre a été vendue comme bien national lors de la Révolution française. La maison principale ne fut plus entretenue.

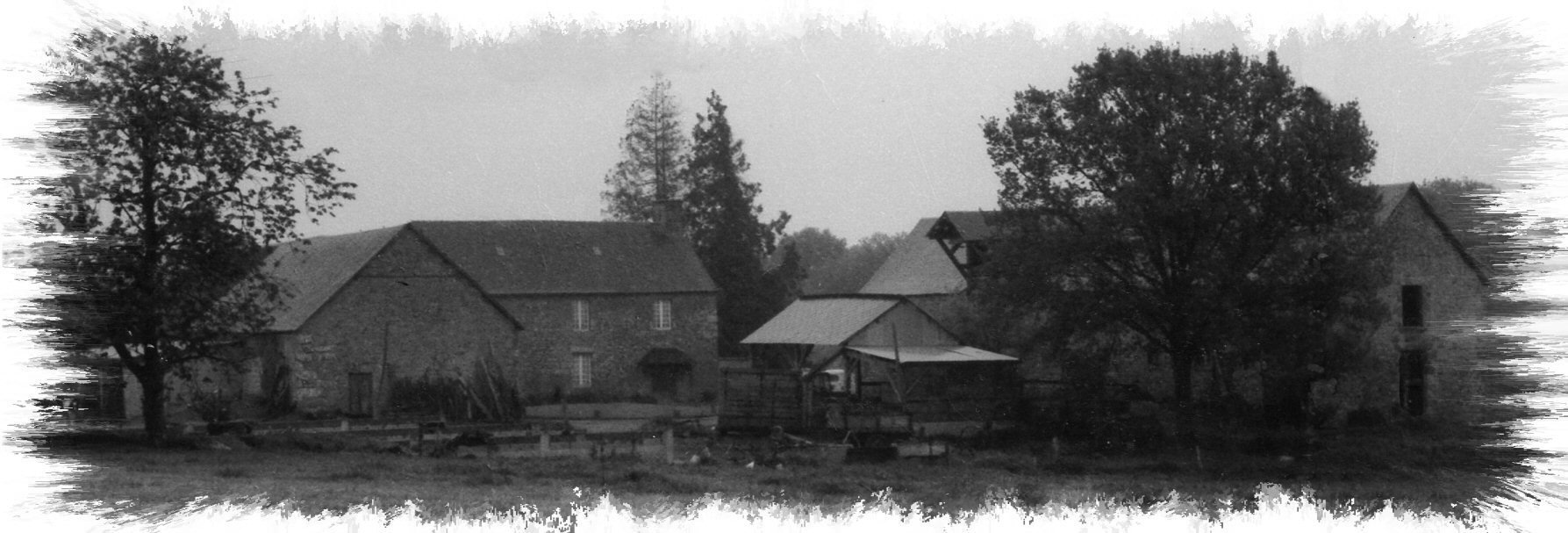
Vue de la Chalopais

À la fin du XIXe siècle, le comte de la Riboissière, de Louvigné du Désert, démolit partiellement le manoir et en fait une exploitation modèle.
La Chalopais est bombardé le 4 août 1944 par l'aviation anglaise ou américaine.

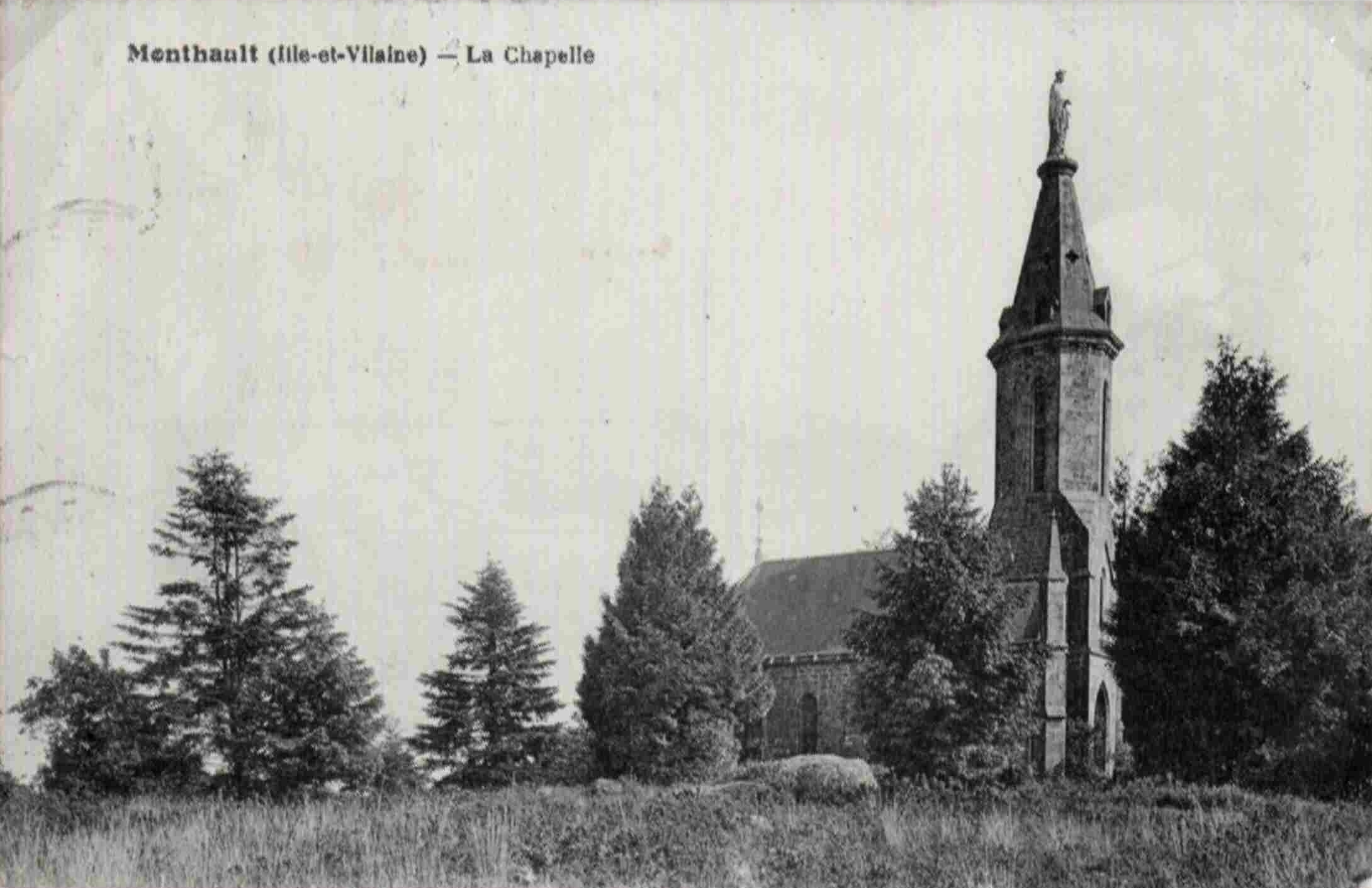

### La chapelle du Rocher
En 1877, Mr Suppliegean, alors recteur de Monthault voyant la Chapelle du Rocher en mauvais état, résolut de la reconstruire, grâce à la générosité de plusieurs personnes, entre autres de Mr Pontais, propriétaire à Saint-Hilaire-du-Harcouët (Manche). La chapelle fut reconstruite entièrement sur des proportions plus grandes que l'ancienne, avec une tour surmontée d'une belle statue, des vitraux joints, un autel en marbre blanc, orné de chandeliers dorés rendent belle la nouvelle chapelle.
Avant de donner la permission de bénir la nouvelle chapelle et d'y célébrer la messe, Mr Place, successeur de son Éminence Cardinal saint Marc de vénérable mémoire exigea de Mr l'Abbé Morand recteur de Monthault.

### Autres lieux

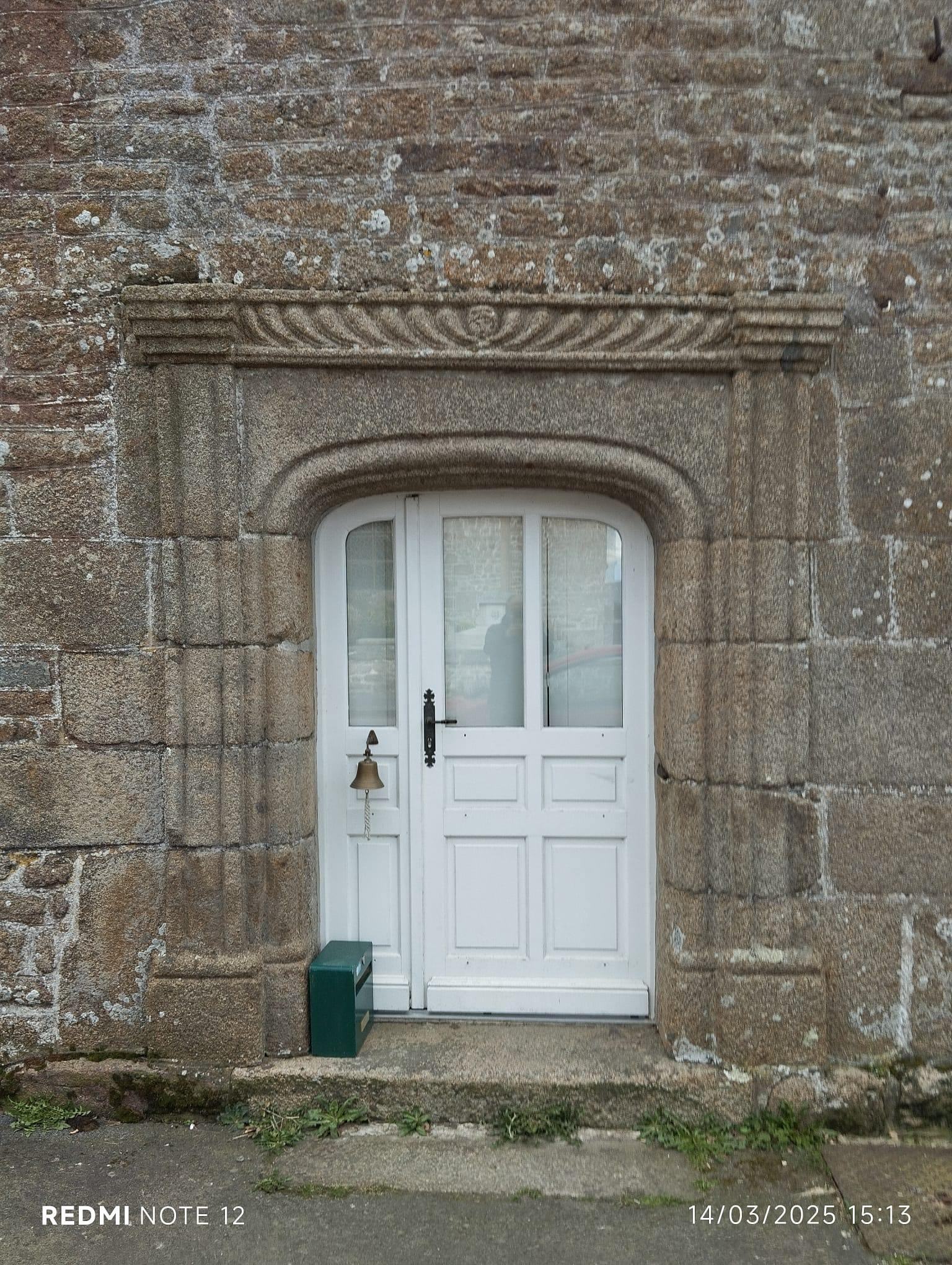
Encadrement sculpté d'une porte.

- Encadrement sculpté d'une porte.Le Bourg : on y voit de nombreuses maisons anciennes. L'une d'elles possède une tourelle et une porte accostée de pilastres et surmontée d'un linteau sculpté.
- Route de Saint-Martin de Landelle, l'ancien Menhir de la Pierre de fées, avait dit-on 5 mètres de hauteur. Il se trouvait près du village de la grande Louvière, à 1 km du bourg, à l'ouest de la route.
- Route de Louvigné du désert, on trouve le Moulin des châteaux , à 1 km du bourg et 600ml à l'ouest de la route. Près de l'ancien étang des Châteaux, on trouve deux grosses mottes en parties détruites, l'une d'elles existe encore très réduite en hauteur, la plus petite était appelée le redoute.
- On monte aux Bruyères, à 2 km au sud-est du bourg, près du bois Viel, une pierre branlante nommée "la Roche qui branle ou Roche au moine[36]. L'ancien manoir du Bois Viel se trouve près d'elle.
- Route vers le nord-ouest, à 1 km du  bourg et à 400ml à l'est de la route,la Pierre au diable, longue de 7 m , large de 5 m et haute d'1 m est remarquable avec ses onze cavités dont huit sont reliées les unes aux autres par des petites rigoles. On y voyait, croyait-on jadis, les traces des griffes du diable, l'emplacement de sa tête, de ses bras et de ses jambes ou encore celle de son écuelle, gravés dans la roche alors que Satan faisait la sieste. Plusieurs autres pierres à bassins dites "pierres à écuelles", en granit, sont visibles : on y voit onze bassins de 0,30 m à 0,50 m de diamètre, huit sont reliés les uns aux autres par des rigoles. Autour de ce bloc s'en trouve trois autres portant chacun des bassins, et deux autres n'en portant qu'un[37]. Cette roche était fréquentée par les hommes, qui essayaient de la faire bouger dans l'espoir de séduire les filles qui glissaient sur la Pierre écriante..
- La "Pierre écriante" (ou "Pierre glissante") sur laquelle les jeunes filles allaient écrier, c'est-à-dire glisser "à cul nu" , pour obtenir un prochain mariage. Selon Théodore Danjou de La Garenne, fondateur de la Société archéologique d'Ille-et-Vilaine, la jeune fille dépose ensuite sur la pierre un petit morceau d'étoffe ou un ruban « et l'année ne s'écoulera point avant que les cierges de la paroisse ne s'allument pour son mariage »[38].
- Sur cette route, on trouve l'ancien manoir de la Bruyère, à environ 1 100 m du bourg. On rencontre sur le même rocher une petite chapelle édifiée en 1696-1698 et reconstruite en 1825 et 1877.
- L'ancienne chapelle avec le terrain qui en dépend, le donateur en ayant fait l'acquisition pendant la Révolution et qui fut régulièrement acquitté : « Propose que la nouvelle chapelle avec le terrain limité par quatre bornes, soit concédé à la fabrique, pour en avoir  l'usufruit, qui doit augmenter sensiblement ses ressources ». Le conseil, vu l'exposé de M. le maire et l'acte de donation considérant que tous ces sacrifices (de reconstructions) n'ont été fait que pour l'exercice du culte et qu'il ne s'oppose pas que la dite chapelle ainsi le terrain aujourd'hui délimité par bornes en granit œuvré, appartiennent à la Fabrique pour en recueillir tout l'usufruit provenant des troncs et des donations, à la condition formelle qu'elle prenne l'engagement d'entretenir la dite chapelle, telle qu'elle est ainsi que son ornementation, de conserver scrupuleusement tous les vitraux, ainsi que toutes les inscriptions attachées à la chapelle, afin qu'aucun des principaux bienfaiteurs et leurs familles ne puissent en être froissés et que tous les engagements soient acceptés par le conseil de fabrique et approuvés par l'autorité diocésaine.
- La Vallée humide du Bois Ainaux est un espace naturel qui est traversé par un sentier pédestre aménagé dénommé "Secrets de Vallée"[39].

## Héraldique
| Blason de Monthault | Blason  | Parti: au 1er de sable au rocher couché d'argent et au sapin du même brochant à dextre, au 2e d'argent au portail d'église de sable, ouverte et ajourée du champ; au chef parti d'argent à la moucheture d'hermine de sable et de sable à la plante de fougère feuillée de trois pièces d'argent. |
| Blason de Monthault | Détails | Le statut officiel du blason reste à déterminer. |